# 阿尔加维王国
阿尔加维王国（葡萄牙語：Reino do Algarve），1471年以后被称为阿尔加维斯王国（葡萄牙語：Reino dos Algarves），是葡萄牙王国内部的一个名义上的王国，位于葡萄牙本土的最南端。
它是葡萄牙王权的领地，被认为是葡萄牙以外的一个王国，尽管事实上“阿尔加维王国”没有机构、特权或自治权。阿尔加维在政治上与葡萄牙的其他省份非常相似，“阿尔加维国王”只是一个尊称，基于阿尔加维是葡萄牙收复失地运动期间最后一个征服的摩尔人统治的地区的历史。
1189年，葡萄牙的桑乔一世首次征服阿尔加维的锡尔维什后，第一次使用了锡尔维什国王的头衔。在他的孙子阿方索三世统治时期，阿尔加维的其余地区最终被征服，因此“葡萄牙和阿尔加维的国王”成为葡萄牙皇冠头衔和荣誉的一部分。

## 历史

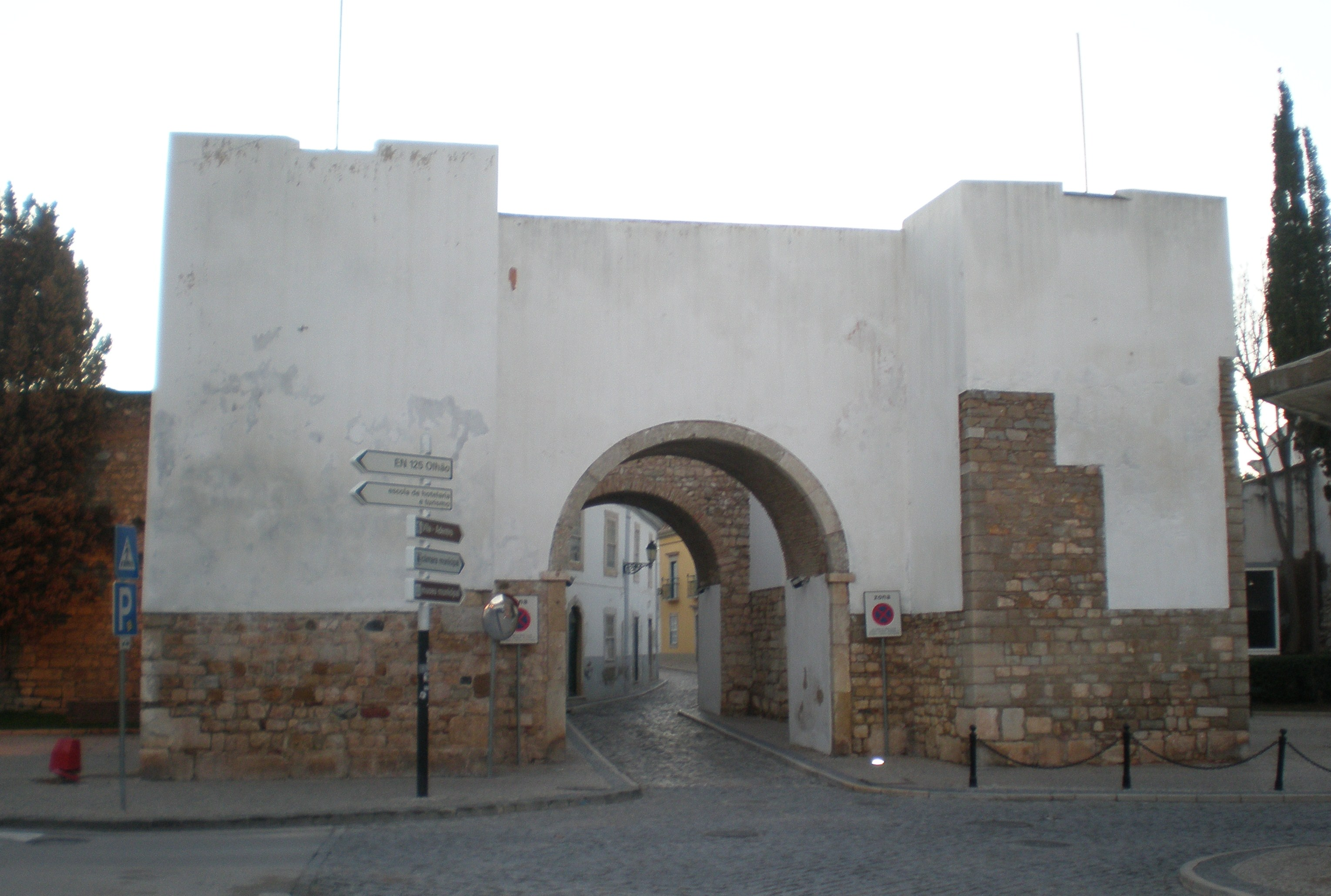
位于法鲁的安息拱门，葡萄牙的阿方索三世在收复失地运动后传奇地在此安息。

### 收复失地运动
在收复失地运动时期，葡萄牙人和卡斯提尔人向南挺进，重新夺回穆斯林军队在8世纪征服的土地。在葡萄牙国王桑丘二世和葡萄牙国王阿方索三世统治期间，葡萄牙占领并巩固了南部边境的大部分地区。

### 第一次征服
1189年，葡萄牙国王桑乔一世征服了锡尔维什，这是安达卢斯最繁荣的城市之一，当时与穆瓦希德王朝结盟。1191年，穆瓦希德王朝在穆瓦希德哈里发阿布·优素福·亚古布·曼苏尔的亲自率领下再次占领了这座城市。

### 阿尔加维之战
随着穆瓦希德王朝的衰落，南部的塔法城邦在一个埃米尔的领导下联合起来，穆萨·本·穆罕默德·本·纳西尔·本·马福兹，涅布拉的前总督，在基督徒中被称为阿本·马福姆。
尼布拉国王、阿尔加维埃米尔伊本·马福兹，为了对抗葡萄牙在他们领土上取得的成就，宣布自己是卡斯提尔的阿方索十世的附庸（阿方索因此自称阿尔加维国王）。通过他的封臣，阿方索希望对葡萄牙人还未征服的阿尔加维地区拥有统治权。
然而，埃米尔宣誓成为卡斯提尔的附属国并没有阻止圣地亚哥骑士团在特级大师帕约·佩雷斯·科雷亚的指挥下，从1242年到1249年，一个城市一个城市地征服了大部分地区，包括西尔弗斯。1249年3月，葡萄牙国王阿方索三世占领了穆斯林在阿尔加维的最后一个据点法鲁，结束了葡萄牙的收复失地运动。
让葡萄牙的阿方索三世成为葡萄牙和阿尔加维的国王，是对卡斯蒂尔的阿方索十世对阿尔加维的主张的一种回应，旨在证明葡萄牙君主在有关地区的权利。
卡斯蒂利亚和葡萄牙君主之间的问题最终通过巴达霍斯条约解决，国王阿方索十世放弃了他对阿尔加维的所有权，让他的孙子迪尼斯成为阿尔加维的王位继承人，这决定了阿尔加维并入葡萄牙王权的条款。但是，条约允许国王阿方索十世和他的后代使用阿尔加维国王的头衔，因为国王阿方索十世已经获得了瓜迪亚纳河另一边的阿尔-加布-安达卢斯的领土。卡斯提尔的国王，然后是西班牙的国王，把这个头衔添加到他们的头衔库中，直到西班牙女王伊莎贝尔二世登基。

### 大航海时代
在大航海时代，阿尔加维是许多次航行的登船地点，主要是由恩里克王子资助的。恩里克王子还在萨格里什角建立了他的航海学校，尽管关于真正的学校建筑和校园的想法还存在很大争议，不过大多数航行是从拉古什启航的。

### 非洲海两岸的阿尔加维斯
阿尔加维王国的名称由于葡萄牙人对北非的征服而发生了一些微小的变化，这些征服被认为是阿尔加维王国的延伸。葡萄牙的约翰一世在“葡萄牙和阿尔加维的国王”的头衔上加上“休达勋爵”的头衔，而他的孙子葡萄牙的阿方索五世则自封为“非洲的休达和阿尔卡塞-塞格勋爵”（1458年后）。1471年，对阿西拉、丹吉尔和拉拉什的征服，以及北非以前的领地，导致了“非洲海的两边的阿尔加维”的称号的产生，将欧洲的阿尔加维变成了“海那边的阿尔加维”。
因此，直到1471年，由于葡萄牙在北非的属地增加，才由“阿尔加维王国”演变为“阿尔加维斯王国”，这些属地被当作阿尔加维王国的属地。因此，葡萄牙的君主们采用了这个称呼，直到1910年君主制垮台，他们一直使用这个称呼:“葡萄牙国王和非洲海两岸的阿尔加维斯国王”。即使在放弃了在马扎冈城堡的最后一个北非据点之后，这个名称也将继续使用。

### 19世纪的冲突

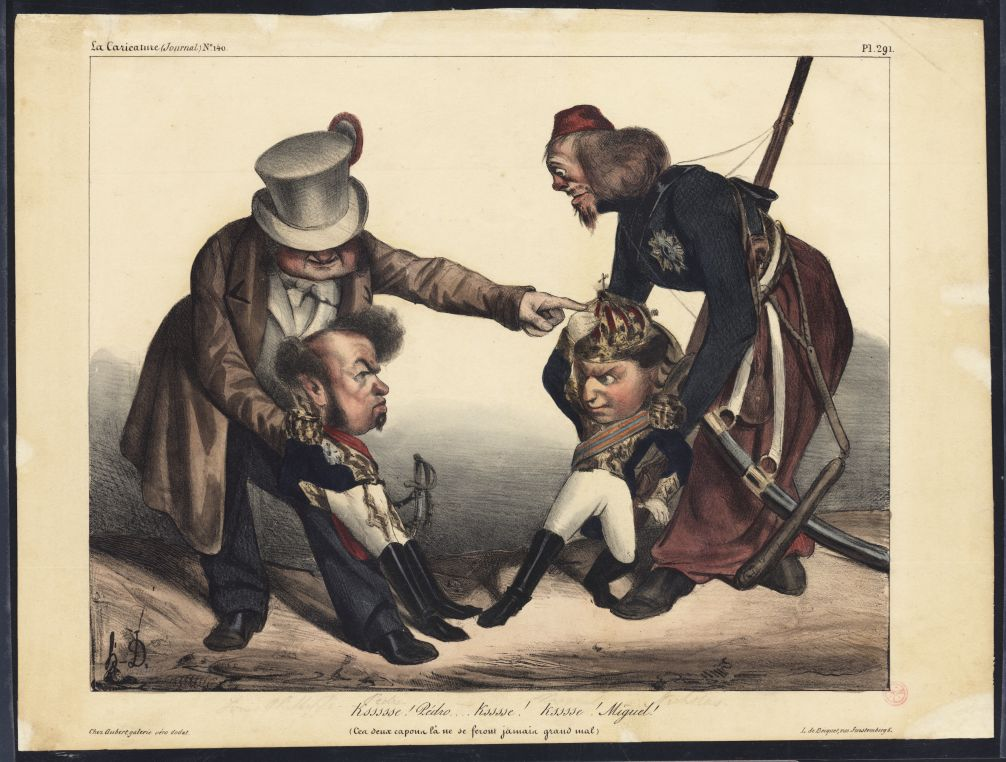
一幅1833年的漫画，描绘了葡萄牙的米格尔一世和佩德罗四世之间的冲突，这场冲突在阿尔加维引起了骚乱

在19世纪，自由主义者和米格尔主义者之间发生了严重的冲突，导致大批人从阿尔加维内陆地区涌向沿海城市。何塞·若阿金·苏萨·雷斯，也叫雷梅西多，在内陆作战并攻击沿海城市，使城市人口陷入混乱。阿尔加维的动乱在1834年至1838年间愈演愈烈，当时阿尔加维发生了前所未有的战争。在1836年11月26日，葡萄牙的米格尔一世任命雷梅西多为阿尔加维王国的总督和所有保皇派军队、正规军和非正规军队的代理总司令，统领在南部的行动。然而，雷梅西多于1838年8月2日在法鲁被枪杀。